# Акаурта
Акаурта (груз. აკაურთა, азерб. Akaurt) — село Болнисского муниципалитета, края Квемо-Картли республики Грузия с 85%-ным азербайджанским населением. Находится в юго-восточной части Грузии, на территории исторической области Борчалы.

## Топоним
Местные жители называют село — Айорта (азерб. Ayorta), что является производным от слова Агаюрду (азерб. Ağayurdu), что в переводе с тюркского языка означает «Родина старшего брата».

## География

Село находится на левом берегу реки Машавера, в 12 км от районного центра Болниси, на высоте 720 метров от уровня моря.
Граничит с селами Дзедзвнариани, Дзвели-Квеши, Сенеби, Ратевани, Квеши, Кианети, Саберети, Джавшаниани, Зварети, Мушевани, Ицриа, Тандзиа и Бечагали Болнисского Муниципалитета а также селами Самгерети и Шихило Тетрицкаройского муниципалитета.
23 октября 2010 года в 12 часов 50 минут по тбилисскому времени в Грузии произошло землетрясение силой 3,1 балла, эпицентр которого находился в 25 километрах от Тбилиси, в районе села Акаурта.

## Население
По данным Государственного статистического комитета Грузии, согласно официальной переписи 2002 года, численность населения села Акаурта составляет 1174 человека и на 85 % состоит из азербайджанцев.

## Экономика
Население в основном занимается овцеводством, скотоводством и овощеводством.

## Достопримечательности
- Мечеть — ахунд Сабир Джафаров[9].
- Храм Акаурта — Согласно Министерству культуры, спорта и охраны памятников Грузии, данный исторический памятник является третьим по значимости памятником края Квемо-Картли. Возведён на рубеже V—VI веков[10].
- Средняя школа[11] — построена в 1922 году, обучение девятилетнее[5].